# ليتيسيا (أمازوناس)

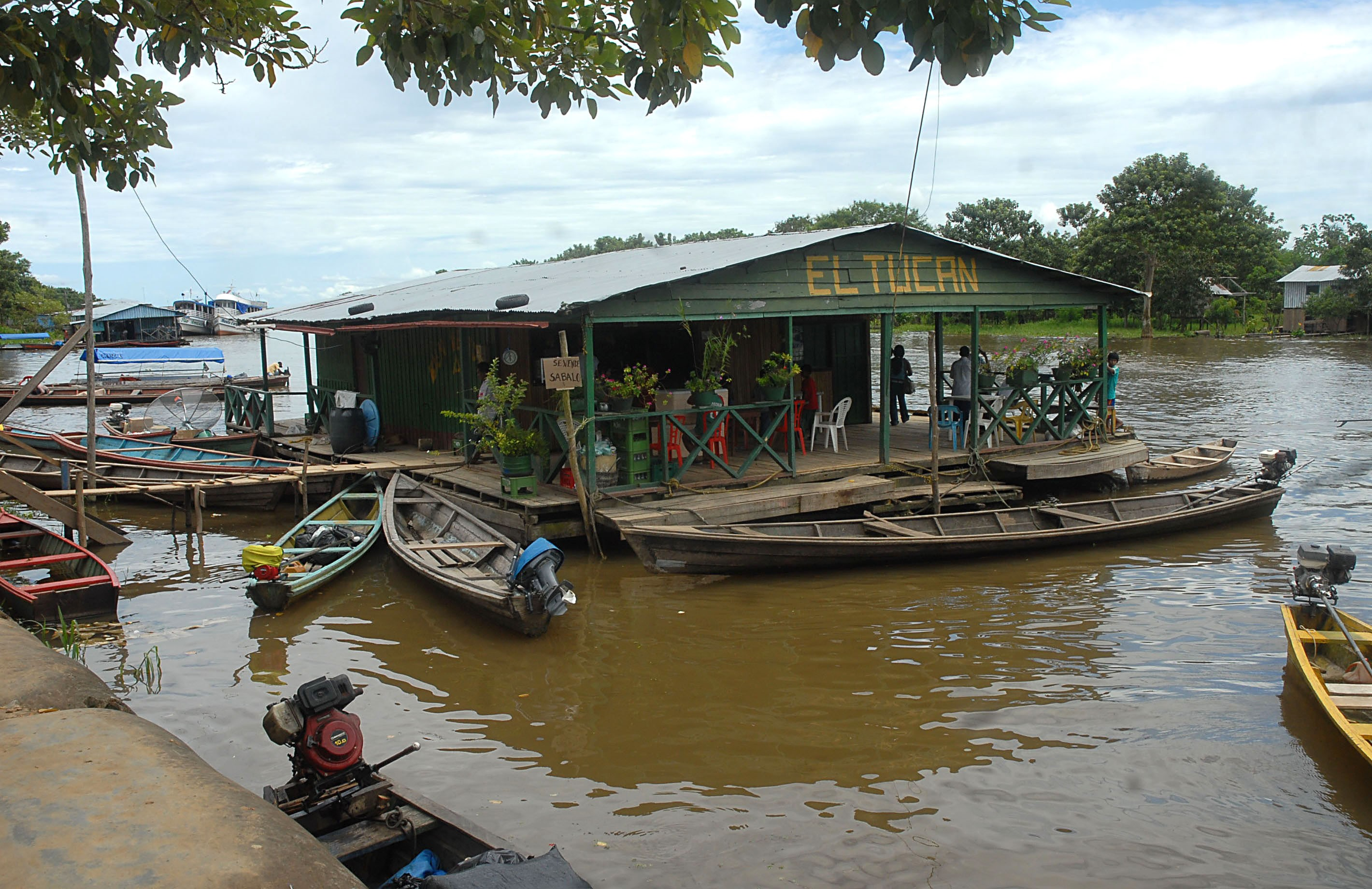

ليتيسيا (بالإسبانية: Leticia)‏ هي مدينة في جمهورية كولومبيا، وعاصمة إدارة أمازوناس، تقع جنوب مدينة كولومبيا (4.09 درجة جنوبا 69.57 درجة غربا) والميناء الرئيسي الوحيد على النهر. وتقع على ارتفاع 96 مترا فوق مستوى سطح البحر ويبلغ متوسط درجات الحرارة من 27 درجة مئوية . عدد سكان ليتيسيا يقارب 33000 نسمة .

## المناخ
يظهر الجدول التالي التغييرات المناخية على مدار السنة لليتيسيا:
| البيانات المناخية لـليتيسيا                                         | البيانات المناخية لـليتيسيا | البيانات المناخية لـليتيسيا | البيانات المناخية لـليتيسيا | البيانات المناخية لـليتيسيا | البيانات المناخية لـليتيسيا | البيانات المناخية لـليتيسيا | البيانات المناخية لـليتيسيا | البيانات المناخية لـليتيسيا | البيانات المناخية لـليتيسيا | البيانات المناخية لـليتيسيا | البيانات المناخية لـليتيسيا | البيانات المناخية لـليتيسيا | البيانات المناخية لـليتيسيا |
| الشهر                                                               | يناير                       | فبراير                      | مارس                        | أبريل                       | مايو                        | يونيو                       | يوليو                       | أغسطس                       | سبتمبر                      | أكتوبر                      | نوفمبر                      | ديسمبر                      | المعدل السنوي               |
| ------------------------------------------------------------------- | --------------------------- | --------------------------- | --------------------------- | --------------------------- | --------------------------- | --------------------------- | --------------------------- | --------------------------- | --------------------------- | --------------------------- | --------------------------- | --------------------------- | --------------------------- |
| الدرجة القصوى °م (°ف)                                               | 35.8 (96.4)                 | 36.4 (97.5)                 | 35.9 (96.6)                 | 36.2 (97.2)                 | 33.8 (92.8)                 | 34.2 (93.6)                 | 35.2 (95.4)                 | 35.7 (96.3)                 | 37.0 (98.6)                 | 37.0 (98.6)                 | 37.5 (99.5)                 | 39.0 (102.2)                | 39.0 (102.2)                |
| متوسط درجة الحرارة الكبرى °م (°ف)                                   | 30.5 (86.9)                 | 30.6 (87.1)                 | 30.5 (86.9)                 | 30.3 (86.5)                 | 29.9 (85.8)                 | 29.3 (84.7)                 | 29.6 (85.3)                 | 30.6 (87.1)                 | 31.1 (88.0)                 | 31.3 (88.3)                 | 31.0 (87.8)                 | 30.6 (87.1)                 | 30.4 (86.8)                 |
| المتوسط اليومي °م (°ف)                                              | 25.9 (78.6)                 | 26.0 (78.8)                 | 26.1 (79.0)                 | 25.9 (78.6)                 | 25.8 (78.4)                 | 25.1 (77.2)                 | 25.0 (77.0)                 | 25.6 (78.1)                 | 25.9 (78.6)                 | 26.2 (79.2)                 | 26.1 (79.0)                 | 25.9 (78.6)                 | 25.8 (78.4)                 |
| متوسط درجة الحرارة الصغرى °م (°ف)                                   | 22.5 (72.5)                 | 22.5 (72.5)                 | 22.5 (72.5)                 | 22.6 (72.7)                 | 22.5 (72.5)                 | 21.5 (70.7)                 | 20.7 (69.3)                 | 21.3 (70.3)                 | 21.6 (70.9)                 | 22.3 (72.1)                 | 22.3 (72.1)                 | 22.5 (72.5)                 | 22.1 (71.7)                 |
| أدنى درجة حرارة °م (°ف)                                             | 18.0 (64.4)                 | 19.2 (66.6)                 | 17.0 (62.6)                 | 18.2 (64.8)                 | 16.0 (60.8)                 | 14.3 (57.7)                 | 14.6 (58.3)                 | 14.8 (58.6)                 | 16.4 (61.5)                 | 18.3 (64.9)                 | 17.6 (63.7)                 | 18.0 (64.4)                 | 14.3 (57.7)                 |
| الهطول مم (إنش)                                                     | 353.2 (13.91)               | 340.4 (13.40)               | 357.4 (14.07)               | 349.8 (13.77)               | 277.2 (10.91)               | 209.4 (8.24)                | 157.5 (6.20)                | 172.9 (6.81)                | 243.1 (9.57)                | 263.4 (10.37)               | 301.7 (11.88)               | 289.4 (11.39)               | 3٬315٫4 (130.52)            |
| متوسط أيام هطول الأمطار                                             | 24                          | 20                          | 22                          | 22                          | 23                          | 18                          | 16                          | 16                          | 18                          | 19                          | 20                          | 23                          | 241                         |
| متوسط الرطوبة النسبية (%)                                           | 88                          | 88                          | 87                          | 87                          | 87                          | 87                          | 85                          | 84                          | 84                          | 85                          | 86                          | 88                          | 86                          |
| ساعات سطوع الشمس الشهرية                                            | 131.4                       | 119.0                       | 131.3                       | 138.1                       | 152.3                       | 144.6                       | 188.7                       | 194.0                       | 171.0                       | 168.9                       | 149.6                       | 136.7                       | 1٬825٫6                     |
| المصدر: Instituto de Hidrologia Meteorologia y Estudios Ambientales |                             |                             |                             |                             |                             |                             |                             |                             |                             |                             |                             |                             |                             |

## توأمة
لليتيسيا (أمازوناس) اتفاقيات توأمة مع:
- إكيتوس

## أعلام
- باولا أندريا بيتانكور